# Thomas Reinhardt (Journalist)
Thomas Reinhardt (* 1956 in Ottweiler) ist ein deutscher Journalist, Sachbuchautor und Fotograf.

## Leben
Thomas Reinhardt studierte nach dem Abitur Soziologie, Literaturwissenschaft und Politik an der Universität des Saarlandes. Am 1. Oktober 1982 wurde er Redaktionsmitglied der Saarbrücker Zeitung und schreibt vor allem zu den Themen Reisen, Essen & Trinken, Kino und Musik. Viele Jahre war er stellvertretender Leiter Spezialthemen und verantwortlich für die Veranstaltungsbeilage treff.region der Saarbrücker Zeitung. Seit Beginn 2011  gehört er der Jury des Günter-Rohrbach-Filmpreises an, zuvor war er  im Auswahlausschuss des Max-Ophüls-Filmfestivals.
Er arbeitet nicht nur als Textjournalist, sondern betätigt sich auch als Fotograf. Mitglied ist er im Fotoclub Tele Freisen, in der Gesellschaft für Naturfotografie (GDT) und  im Deutschen Verband für Fotografie.  2017 wurde er zum Künstler der Artiste Fédération Internationale de l’Art Photographique ernannt. Er zeigt regelmäßig Foto- bzw. AV-Shows und beteiligt sich an Ausstellungen und Wettbewerben.
Zu seinen verschiedenen Spezialthemen veröffentlichte er mehrere Buchpublikationen.

## Werke
- 20 Jahre Filmfestival Max-Ophüls-Preis. Sulzbach: Moviestore-Co.-Verlag 1998, ISBN 978-3-933607-09-6
- Schlemmen im Saarland: Regionalküche mit Pfiff. Blieskastel: Gollenstein 2001, ISBN 978-3-935731-11-9
- Das Saarland kocht: Rezepte, Restaurants, Ratschläge. Das Buch zur Serie der Saarbrücker Zeitung. Blieskastel: Gollenstein 2005, ISBN 978-3-935731-97-3
- Wandern & genießen im Saarland. Merzig: Gollenstein 2009, ISBN 978-3-938823-61-3
- Gruben und Bergbau-Landschaften im Saarland: Letzte Seilfahrt – Fotografien von Fördertürmen, Bergehalden und Absinkweihern. Zusammen mit Delf Slotta. Dillingen/Saar: Krüger 2012, ISBN 978-3-9814952-2-5
- Seen und Weiher im Saarland. Ausflugstipps und Impressionen zum Lebensraum Wasser. Saarbrücken: Geistkirch Verlag 2021, ISBN 978-3-946036-29-6
- AV-Fotoschau "Italienische Impressionen". Gardasee, Cinque Terre, Sizilien, Ätna: Eine Reise durch Bella Italia, live kommentiert.
- AV-Fotoschau "Norwegen". Oslo, Telemark, Fjorde, Polarlichter,  live kommentiert, mit Musik norwegischer Bands und Künstler.
- AV-Fotoschau "Irlands Wilder Westen". Eine Reise auf dem Wild Atlantic Way, live kommentiert, mit Musik irischer Bands und Solisten.
- AV-Fotoschau "Madeira". Die Blumeninsel im Atlantik, live kommentiert, mit Musik aus Madeira und von internationalen Bands.
- AV-Fotoschau "Die Azoren". Neun Blumentöpfe im Atlantik, von Thomas und Lukas Reinhardt, live kommentiert, mit Musik von den Azoren und internationalen Interpreten. Premiere: Januar 2024.